# پاینی (اکلاهما)
پاینی(به انگلیسی: Piney) شهری در شهرستان ادیر در ایالت اکلاهما کشور ایالات متحده آمریکا است که جمعیت آن در سرشماری سال ۲۰۱۰ میلادی، ۱۱۵ نفر بوده‌است.